# Lago salato di Larnaca
Il Lago salato di Larnaca (in greco Αλυκή Λάρνακας?, in turco Larnaka Tuz Gölü) è una complessa rete di quattro laghi salati (tre dei quali interconnessi) di diverse dimensioni a ovest della città di Larnaca. Il più grande è il lago Aliki, seguito dal lago Orphani, dal lago Soros e dal lago Spiro. Formano il secondo lago salato più grande di Cipro dopo Limassol. La superficie totale dei laghi ammonta a 2,2 km² e, trovandosi appena fuori dalla strada che porta all'aeroporto internazionale di Larnaca, è uno dei punti di riferimento più caratteristici della zona. È considerato una delle zone umide più importanti di Cipro ed è stata dichiarato un sito Ramsar, un sito di Natura 2000, un'area speciale protetta ai sensi della Convenzione di Barcellona e un'area importante per gli uccelli (IBA). È circondato da una macchia alofita e sulla sua riva si trova l'Hala Sultan Tekke, uno dei santuari più sacri dell'Islam ottomano. Ospita la tomba di Umm Haram, la 'nutrice' di Maometto.
Oltre alla sua bellezza pittoresca, il lago ospita 85 specie di uccelli acquatici con una popolazione stimata tra 20.000 e 38.000. È uno degli importanti passaggi migratori attraverso Cipro. Tra questi ci sono 2.000-12.000 fenicotteri (Phoenicopterus roseus) che trascorrono i mesi invernali in loco nutrendosi di popolazioni di artemia salina. Altre importanti specie di uccelli sono il Grus grus, il Charadrius alexandrines, il Larus ridibundus, l'Himantopus himantopus, il Burhinus oedicnemus, l'Hoplopterus spinosus, l'Oenanthe cypriaca e la Sylvia melanothorax. Stormi di birdwatcher si radunano per osservare il tripudio di rosa dei fenicotteri, mentre si dispongono al centro del lago, e anche altri importanti uccelli migratori. Il complesso del Lago salato di Larnaca è stato dichiarato area protetta con decisione del Consiglio dei ministri nel 1997. Prove recenti suggeriscono che, contrariamente alla credenza precedente, il fenicottero maggiore (Phoenicopterus roseus) non solo si ferma, ma si riproduce anche in questa zona umida.
Durante i mesi invernali il lago si riempie d'acqua mentre in estate l'acqua evapora lasciando una crosta di sale e una foschia di polvere grigia. Secondo la leggenda, la salsedine del lago deriva dalla richiesta di San Lazzaro ad un'anziana per cibo e bevande. Ha rifiutato, sostenendo che le sue vigne si erano prosciugate, al quale Lazzaro rispose: "possano le tue vigne essere asciutte ed essere un lago salato per sempre". Una spiegazione più scientifica sostiene che l'acqua salata penetra nella roccia porosa tra il lago e il mare, rendendo l'acqua molto salata.
Il sale raccolto da questo lago era una delle principali esportazioni dell'isola. Esso veniva raccolto con gli asini, portato fino al bordo del lago e accumulato in enormi cumuli piramidali. Con l'aumento del costo del lavoro, la raccolta è scesa a un importo trascurabile e si è interrotta del tutto nel 1986 poiché l'isola oggi importa la maggior parte di questa merce.

## Galleria d'immagini

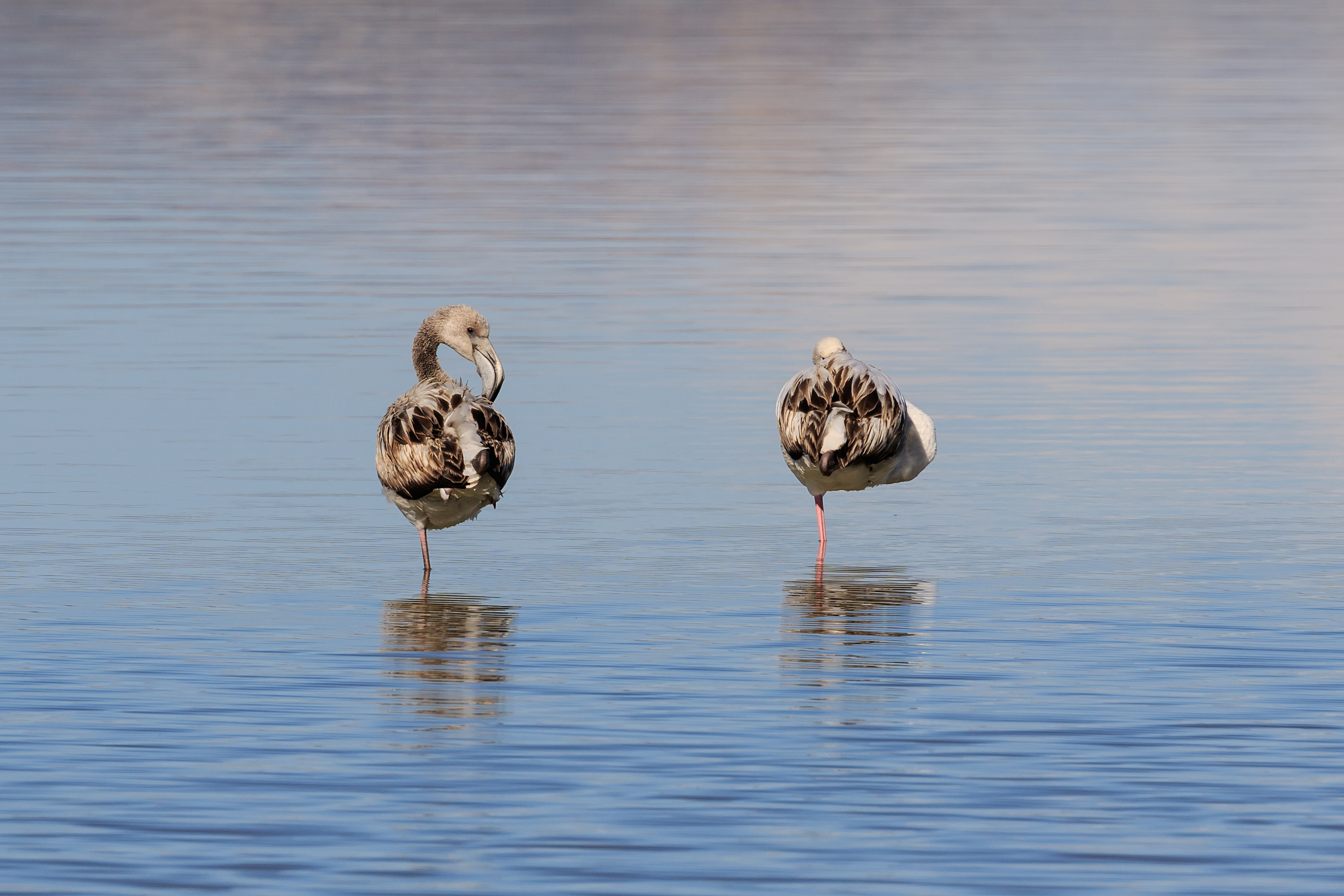
Fenicotteri sul lago
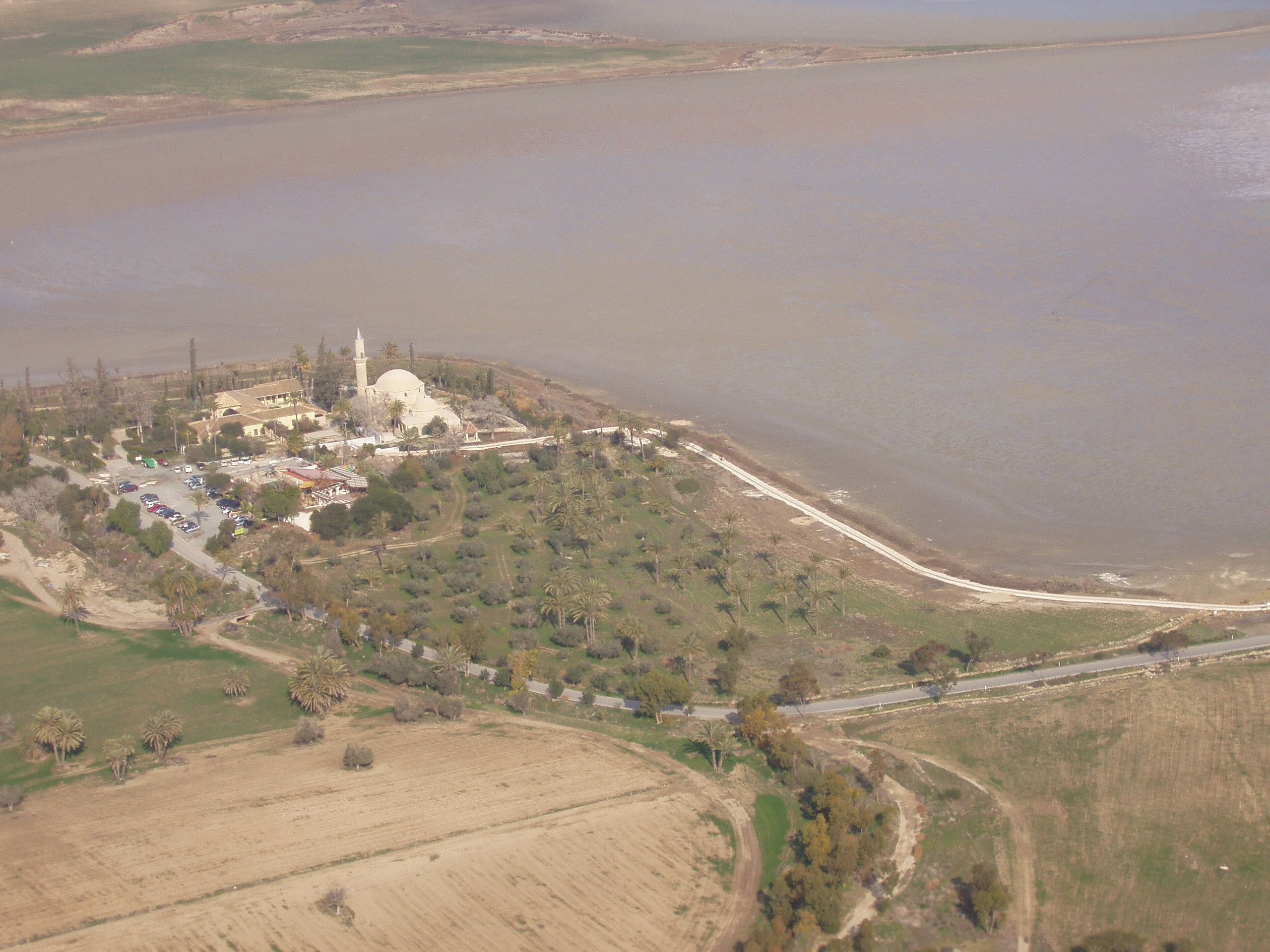
Foto aerea del Lago Salato di Larnaca (in inverno) con Hala Sultan Tekke